# اجوود (آیووا)
اجوود (به انگلیسی: Edgewood) شهری در ایالت آیووا کشور ایالات متحده آمریکا است که جمعیت آن در سرشماری سال ۲۰۱۰ میلادی، ۸۶۴ نفر بوده‌است.